# Gaudenz Ambühl
Gaudenz Ambühl (* 11. Mai 1954) ist ein ehemaliger Schweizer Skilangläufer.

## Werdegang
Ambühl, der für den SC Davos startete und als Landwirt tätig war, trat national erstmals bei den Schweizer Meisterschaften 1976 in Erscheinung. Dabei wurde er in Flühli jeweils Sechster über 30 km und 50 km. Im folgenden Jahr gewann er bei den Schweizer Meisterschaften in Einsiedeln Silber über 50 km. In der Saison 1977/78 gehörte er der Trainingsgruppe 1 an und errang bei den Schweizer Meisterschaften den fünften Platz über 50 km und den vierten Platz über 30 km. Beim Saisonhöhepunkt, den nordischen Skiweltmeisterschaften 1978 in Lahti, lief er auf den 28. Platz über 30 km, auf den 25. Rang über 15 km und zusammen mit Hans-Ueli Kreuzer, Franz Renggli und Edi Hauser auf den fünften Platz in der Staffel. Seine beste Saisonplatzierung im Weltcup errang er im März 1978 in Falun mit dem 13. Platz über 30 km. Zu Beginn der Saison 1978/79 siegte er in Klosters über 30 km und holte bei den Schweizer Meisterschaften in Pontresina über 50 km seinen ersten Meistertitel. Es folgten Platzierungen im Weltcup in den Punkterängen, darunter Platz neun über 15 km in Reit im Winkl. Im Januar 1979 wurde er bei den Schweizer Meisterschaften jeweils Vierter über 15 km und 30 km. In der folgenden Saison gewann er wie in der Vorsaison den Saisonauftakt in Splügen und verteidigte den Schweizer Meistertitel über 50 km. Zudem triumphierte er im Januar 1980 bei den Schweizer Meisterschaften in Lenk über 30 km und kam im 15-km-Lauf und in der Staffel jeweils auf den zweiten Platz. Beim Saisonhöhepunkt, den Olympischen Winterspielen 1980 in Lake Placid, belegte er den 24. Platz über 30 km und zusammen mit Hans-Ueli Kreuzer, Konrad Hallenbarter und Edi Hauser den siebten Rang in der Staffel. Bei den Schweizer Meisterschaften 1981 wurde er Siebter über 15 km und Vierter mit der Staffel und im folgenden Jahr Zweiter mit der Staffel. Letztmals lief er bei den Schweizer Meisterschaften 1985 und errang dabei den dritten Platz mit der Staffel. Sein Bruder Joos war ebenfalls als Skilangläufer aktiv.

## Teilnahmen an Weltmeisterschaften und Olympischen Winterspielen

### Olympische Winterspiele
- 1980 Lake Placid: 7. Platz Staffel, 24. Platz 30 km

### Nordische Skiweltmeisterschaften
- 1978 Lahti: 5. Platz Staffel, 25. Platz 15 km, 28. Platz 30 km